# Gillian Goring
Gillian Rachael Goring (Morvant, 7 giugno 1983) è un'ex cestista trinidadiana, professionista nella WNBA.

## Carriera
È stata selezionata dalle Washington Mystics al terzo giro del Draft WNBA 2007 (32ª scelta assoluta).